# 王金河

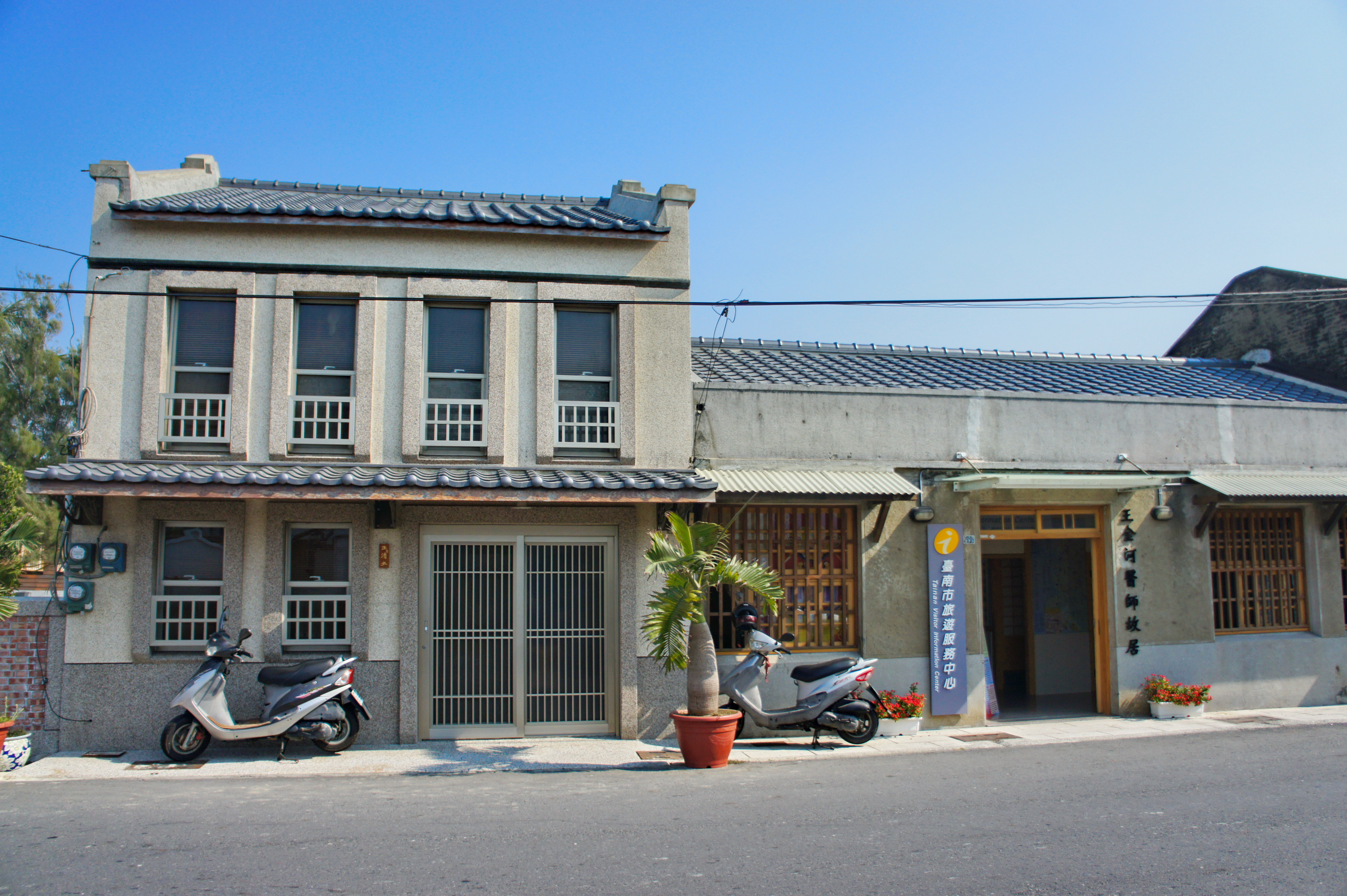
王金河故居，現為台南市旅遊服務中心之一。

王金河（1916年4月23日—2014年3月13日），臺灣臺南北門人，外科醫生，長期對嘉南沿海烏腳病病患免費醫治，有「臺灣烏腳病之父」之稱，第七屆醫療奉獻獎得主。

## 生平

### 早期生活
1916年4月23日，王金河生於臺南廳北門嶼支廳。王金河父親以養殖牡礪、捕漁、兼營運輸船為生，祖先王象來自泉州府。
王金河在七歲進入北門公學校讀書，畢業考進台南長老教中學校，並於三年級時受洗為基督教徒。1934年中學畢業，赴日先讀明治學院中學部，1936年進入東京醫專，1941年從東京醫科大學畢業，隔年母親病危回臺灣時與毛碧梅結婚，後在日本大久保病院擔任兩年外科醫員。1943年從日本回來料理母喪。當時正逢太平洋戰爭期間，他回憶原本四天三夜的船行程，為避炮火攻擊，開開停停，折騰六天五夜才回到臺灣。
1944年3月，王金河在家鄉北門開設金河診所。他也為第一、二屆台南縣議員。1951年，他以議員身分舉發北門鄉長陳楮涉嫌在建築國民學校校舍、防風造林經費貪汙。

### 投入烏腳病
1920年，在臺灣沿海地區已有烏腳病發生，尤以臺南北門、學甲及嘉義布袋、義竹等地更為嚴重。據臺灣大學公衛所調查，又以1958年至1967年間為流行顛峰期。起初，此病發病於腳趾，腳趾爛就鋸掉，不久小腿也會開始發病，再鋸小腿後，可能大腿也會再惡化，就不得不再鋸掉大腿，一直痛死為止，當時的調查員陳金生形容是「簡直是分屍的兇手」。1951年，王金河觀察到陸續傳有手腳末端逐漸發黑、潰爛的病患，猶記得有一名中年男子病患，因疼痛難當，揮拳猛捶在床榻旁照顧的母親，而該老婦任憑兒子毆打。
1953年，王金河以貪汙罪入監二十三日，後因無證據釋放，就不再涉及任何政治事務，而專心投入心血照顧病例日漸增多的烏腳病人。驚恐的當地民眾稱呼該病為「烏焦蛇」，在學甲執醫的醫師李六回憶當年仁得里轉趨嚴重時，有三分之一的病人以自殺結束生命。隨著病人越來越多，變成地方性社會問題，迄1956年，衛生當局與嘉南醫界也注意到這些怪病，該年學甲選出的議長陳華宗發動省議員在省議會要求政府迅速採取行動，因此請來陳拱北團隊調查病因。
烏腳病病患多不願求醫，因並非開一次刀就可斷根，雖有一點財產的小康農民或擁有幾甲漁塭的小老闆們去求醫時，不久也會成為赤貧，所以一般人家衹有任其自然，讓病患日夜哀嚎直到患部自然脫落或死亡為止。當時北門鄉的也將此病視為「陰病」，意即祖先或患者本身有做過很惡劣的事，才會得此病作為報應，因此得病往不敢讓外人知道，深怕被同村的人認為是壞人家庭。和台南台灣長老教會往來的王金河有鑑於此，就透過台南神學院宣教士，找到了孫理蓮幫忙。東京神學大學英籍神學家佛蘭克林博士訪視病患時，見到他們遭家人遺棄、被親友疏離的淒涼，感嘆說如果耶穌來台灣，一定先到此照顧和安慰烏腳病人，因此孫理蓮就於1960年5月30日開始在北門鄉作烏腳病免費醫療。其免費診所起初設在王金河診所，取名「憐憫之門」，由王金河出力，芥菜種會出錢，並接受各界捐款及物資援助，謝緯也每週從埔來為病患動手術，開始近二十五年的免費服務。謝緯也是王金河的東京醫專學弟。
孫理蓮、王金河及謝緯為臺灣早期烏腳病醫療的「鐵三角」。1962年12月18日第五屆好人好事表揚大會，孫理蓮、王金河受表揚。
1963年1月14日，孫理蓮向好萊塢長老教會會友募捐十三萬元、另由地方教友捐出二萬元建成的北門免費診所開幕，診所內手術台、消毒器具等，均由台南國際婦女會捐贈，附設貧民免費門診部，由王金河專治烏腳病。王金河及病患建議政府設立烏腳病患者技藝訓練班，但由於政府財政短絀，辦理八個月後訓練中斷，於是請求孫理蓮幫忙，於該年3月設立烏腳病患手工藝生產中心，並由毛碧梅一手負責訓練及經營。這座工藝訓練中心是蓋在王金河的土地上，生產草席、草帽、草鞋、掃把、笨箕等等，甚至在草席上編織花樣好外銷日本，以透過這樣的手藝，讓病人重建信心。至4月中旬報導時，接受該院治療的嚴重患者，共達八十餘人，并有卅人已裝上義肢。當年5月，家住學甲鎮一秀里、甫結婚三個星期的廿四歲女子楊李爾被發現染患烏腳病，須在該診所將兩腳鋸斷，痛苦欲自殺，恰巧被國民黨中央黨部第五組組長張寶樹看見，就由妻子轉告國民黨中央黨部祕書長唐縱妻子，發動婦聯會組慰問團前來慰問，從此張寶樹不時伸出援手，爭取經費補助，使烏腳病患受惠。
王金河的工作日誌記載當時診所狀況：「星期日作禮拜時歡喜背負二樓住院烏腳病兄姐到禮拜堂，作完禮拜再背上去。夜間與護士擔大便放落大溝去。貧困無依歹命的患者別世時，護士要洗澡、消毒、穿新衣、買棺木板、入棺禮拜、告別禮拜、埋葬--」、「醫護人員最怕在易發病的冬夜裡查房；滿室的病患痛得無法安眠，一個個硬撐著靠坐在床頭，因為坐著能稍稍減輕疼痛，又怕驚擾別人，只得張大眼、忍著痛、低聲地呻吟...」
來北門研究烏腳病致病機轉的醫生曾文賓，看到王金河細心地為骨肉生蛆的患者挑蛆，視病猶親的態度，總覺得基督的大愛在他身上展現。1968年，在台南神學院就讀的林雙不被派去北門烏腳病醫院的教會實習，就曾親眼目睹病人彼此互相拿著挾子，在挾對方身上的蛆蟲，第一次看見這景象時，幾乎大聲喊叫出來。王金河有一名女兒擔任國中老師，會帶學生來到父親診所看烏腳病患，其中一名女學生李秀綢立志治療此病，日後獲得第九屆醫療奉獻獎。
如有無力處理喪事的家屬，王金河自己買木料動手替死者釘棺木、入棺、找墓地，並親自和護士及教會義工扛著棺木將死者下葬。住在診所旁的吳調祥回憶，病患在診所中去世了，王醫生毫無怨言，默默地親自病人料理安葬事宜，神容哀傷，就像自己的親人一般。毛碧梅則是免費為貧困患者準備三餐飲食，帶領患者唱聖詩、禱告。病患陳仙化回憶，那時收留的病患最多曾多達八十人，就像是個大家庭，病患彼此同病相憐。
自1959年起，嘉南地區烏腳病防治工作一直由基督教芥菜種會提供大部分經費，直到1970年政府才頒發烏腳病防治第一期五年計畫。1973年並由蔣經國指示成立烏腳病防治中心，隸屬省立台南醫院。至1976年在北門鄉興建烏腳病防治中心，與免費診所分開。
隨著嘉南沿海地區生活改善，大量食物自外供給，使得烏腳病不像早期那麼盛行。1987年，北門免費診所停辦。
1995年毛碧梅去世時，由於王金河本人及其九名子女，都畢業於北門國小，因此特別依照遺囑將所節省的喪葬費三十萬元，在5月11日捐贈給北門國小。

### 退休
1996年7月19日，《一隻鳥仔哮啾啾》電影劇組來金河診所取景，由王金河指導柯一正，如何演好他當年為烏腳病患看病的情形，還有基督教芥茉種會唱詩班當年為烏腳病患唱詩、及孫理蓮前往探望烏腳病患等鏡頭。次月，金河診所結束營業。退休後的王醫生搬到台北，有七女二子的他，經常輪流到每孩子家住上一陣子。他還加入了樂之藝合唱團，到各地做公益表演。
1997年3月27日，第七屆醫療奉獻獎評審公布，有王金河、江昭妹、施桂蘭、洪淑惠、方懷正、饒培德、林鄧璐德、傅德蘭、莊宏達、譚凱莉、畢嘉士醫師等得獎人。8月20日，總統李登輝接見王金河，並贈匾表揚。
2006年間，臺南縣長蘇煥智向文建會爭取經費，將金河診所整建為臺灣烏腳病醫療紀念館，在2003年5月24日正式成立籌備處，期間王金河不厭其煩奔波臺北及台南，終於2006年11月動工，2007年9月底完工，成為臺灣第一座以醫療為主題的文化館。該年9月29日開館時，由總統陳水扁應邀致詞。陳總統也在同年贈頒三等景星勳章。
2008年4月18日，國史館台灣文獻館與王金河簽約，以收集烏腳病醫療史料。2009年4月1日，草根出版社出版林雙不所著的《側寫王金河：台灣烏腳病患之父的生命點滴》。
2011年10月16日，王金河接受台南市長賴清德頒發卓越市民獎牌時，表示自己人生的黃金歲月都在北門這裡，如果下輩子可以選擇，還是選擇這裡。同年12月23日，由明志學院校長大西晴樹授予王金河榮譽博士。
2014年3月13日晚上8點多，被地方尊稱為「台灣烏腳病之父」及「北門的聖誕老人」的王金河因腦溢血病逝於台大醫院，兒女隨侍在側。告別式於3月29日在台北中山長老教會舉行，另於4月1日於北門嶼長老教會舉行追思禮拜。

## 身後
2016年12月15日，使徒出版社出版江淑文、劉珊妏所寫、查理布朗所插畫的繪本《憨人醫生 王金河》。

## 荣誉

### 中华民国勋章奖章
- 三等景星勋章（2007年5月8日于台北总统府颁授[27]）

## 傳記
- 陳正美、黃宏森. . 王金河文化藝術基金會. 2009. ISBN 9789868514508.

## 外部連結
- 台灣烏腳病醫療紀念館 （页面存档备份，存于）